# 國家革新聯盟

國家革新聯盟黨徽

國家革新聯盟（葡萄牙語：Aliança Renovadora Nacional），簡稱ARENA，是巴西歷史上一個极右翼保守黨，曾於1964年至1979年期間存在。在軍事獨裁時期這段期間，國家革新聯盟是當時巴西境內僅有的兩個政黨之一（另一個是在野黨巴西民主運動黨），亦是當時的執政黨。1979年，國家革新聯盟改組成為國家社會黨，1985年再改組成為自由前線黨，2007年再改組成為民主黨。